# Miejski Zakład Komunikacyjny w Jeleniej Górze
Miejski Zakład Komunikacyjny sp. z o.o. w Jeleniej Górze – przewoźnik działający na terenie miasta Jelenia Góra i Piechowice oraz w okolicznych gminach: Podgórzyn, Mysłakowice, Janowice Wielkie i Jeżów Sudecki. Zakład obsługuje 27 linii autobusowych, w tym dwie nocne. Dysponuje taborem autobusowym w liczbie 78  autobusów, zatrudnia ok. 160 kierowców. Siedziba i zajezdnia spółki znajduje się przy ulicy Wolności 145.

## Tabor
Źródło 
Flota zdominowana jest przez autobusy marki MAN, których MZK posiada aż 48. Ilostan pojazdów innych marek w Jeleniej Górze prezentuje się następująco: Volvo – 14 autobusów, Solaris – 5 autobusów, Kutsenits Stario – 4 autobusy, Jelcz – 3 autobusy, Mercedes – 1 autobus. 100% taboru stanowią autobusy niskowejściowe i niskopodłogowe. Warto także nadmienić, że w każdym z pojazdów jeleniogórskiego MZK znajduje się biletomat; wszystkie produkcji polskiej firmy Mera-Systemy oraz system informacji pasażerskiej również polskiej firmy R&G Plus z Mielca.
| Model autobusu                                       | Eksploatacja od                                      | przewóz osób na wózkach                              | Numery taborowe                                      | Liczba |
| ---------------------------------------------------- | ---------------------------------------------------- | ---------------------------------------------------- | ---------------------------------------------------- | ------ |
| Volvo B10BLE                                         | 1997                                                 | przewóz osób na wózkach                              | 727,                                                 | 1      |
| Volvo B10BLE 6x2                                     | 2000                                                 | przewóz osób na wózkach                              | 745-750, 752-745,                                    | 5      |
| Jelcz M121I                                          | 2006                                                 | przewóz osób na wózkach                              | 756,                                                 | 0      |
| Kutsenits Stario                                     | 2008                                                 | przewóz osób na wózkach                              | 790,                                                 | 0      |
| MAN NL313                                            | 2009                                                 | przewóz osób na wózkach                              | 785,                                                 | 1      |
| MAN NM223.3                                          | 2009                                                 | przewóz osób na wózkach                              | 786,                                                 | 1      |
| MAN NL263                                            | 2009                                                 | przewóz osób na wózkach                              | 791, 792,                                            | 1      |
| MAN NL223                                            | 2010                                                 | przewóz osób na wózkach                              | 793,                                                 | 1      |
| Solaris Urbino 10                                    | 2011                                                 | przewóz osób na wózkach                              | 794-798,                                             | 4      |
| MAN NG313 Lion’s City G                              | 2012                                                 | przewóz osób na wózkach                              | 800, 801,                                            | 2'     |
| MAN NL263                                            | 2012                                                 | przewóz osób na wózkach                              | 802-805,                                             | 4      |
| MAN NL263 Lion’s City                                | 2013                                                 | przewóz osób na wózkach                              | 806-809,                                             | 3      |
| MAN NL293 Lion’s City                                | 2014                                                 | przewóz osób na wózkach                              | 810-821,                                             | 12     |
| MAN EL293 Lion`s City LE Ü                           | 2016                                                 | przewóz osób na wózkach                              | 822,                                                 | 1      |
| MAN NL253 Lion`s City Hybrid                         | 2016                                                 | przewóz osób na wózkach                              | 823,                                                 | 1      |
| MAN EL293 Lion`s City LE                             | 2017                                                 | przewóz osób na wózkach                              | 824,                                                 | 1      |
| Mercedes-Benz O530 II                                | 2017                                                 | przewóz osób na wózkach                              | 825,                                                 | 1      |
| Volvo 7900 Hybrid 12,1m                              | 2018                                                 | przewóz osób na wózkach                              | 826-828,                                             | 3      |
| MAN NL293 Lion’s City                                | 2018                                                 | przewóz osób na wózkach                              | 829-843,                                             | 15     |
| MAN NG363 Lion`s City G                              | 2018                                                 | przewóz osób na wózkach                              | 844, 845,                                            | 2      |
| Wszystkie pojazdy                                    | Wszystkie pojazdy                                    | Wszystkie pojazdy                                    | Wszystkie pojazdy                                    | 75     |
| Udział autobusów niskopodłogowych i niskowejściowych | Udział autobusów niskopodłogowych i niskowejściowych | Udział autobusów niskopodłogowych i niskowejściowych | Udział autobusów niskopodłogowych i niskowejściowych | 100%   |

## Linie[5]
| Linia | Trasa                                                |
| ----- | ---------------------------------------------------- |
| 1     | J. Kiepury – Wrzosowa                                |
| 2     | W.Stwosza – Trzcińska                                |
| 3     | K. Miarki – Mysłakowice "Orzeł"                      |
| 4     | Przesieka – Podgórzyńska                             |
| 5     | G. Morcinka – Wrzeszczyn Elektrownia                 |
| 6     | J.Kiepury – Podgórzyńska                             |
| 7     | J.Kiepury – Pałac Sobieszów                          |
| 9     | Piechowice Górne – Dworzec Kolejowy                  |
| 10    | Dworzec Kolejowy – Dziwiszów Górny                   |
| 11    | Goduszyńska – Bobrów Pętla                           |
| 12    | Kalinowa – Podchorążych                              |
| 13    | Dworzec Kolejowy - Wiejska                           |
| 15    | Piechowice Dworzec PKP – J. Kiepury                  |
| 16    | Wiejska – G.Morcinka/przez dworzec kolejowy i kubsza |
| 17    | W.Stwosza – Kiepury                                  |
| 18    | Krośnieńska cmentarz – Podgórzyńska                  |
| 19    | dworzec kolejowy – Sosnówka Górna                    |
| 20    | Kiepury – Świętej Jadwigi Śląskiej                   |
| 21    | Pałac Sobieszów – J.Kiepury                          |
| 22    | Pałac Sobieszów – J.Kiepury                          |
| 23    | Jeżów Sud.Pętla – Podgórzyńska                       |
| 24    | Kiepury - W.Stwosza                                  |
| 26    | Podgórzyńska – J.Kiepury                             |
| 33    | K. Miarki – Gruszków                                 |
| N1    | Pałac Sobieszów – J.Kiepury                          |
| N2    | Pałac Sobieszów – J.Kiepury/ przez Dworzec Kolejowy  |

## Historia komunikacji miejskiej w Jeleniej Górze
Komunikacja miejska w Jeleniej Górze istnieje od 1875 r. Wtedy to pojawiły się pierwsze omnibusy. Następnie przyszedł czas na tramwaje gazowe, które szybko zostały zastąpione przez pojazdy elektryczne.
Pierwsze autobusy z prawdziwego zdarzenia pojawiły się w 1961 r. Było to 13. pojazdów marki San H-01 dostarczonych w dwóch partiach (8 i 5 szt.) W 1963 r. do zakładu przybyło 8 Sanów H-27B. W 1965 roku zakupiono 10 Sanów H27B, które zastąpiły najstarsze Sany H01. W 1967 Jeleniogórskie Miejskie i Powiatowe Zakłady Komunikacyjne posiadały 18 pojazdów San (modele H01, H27B). W 1968 otrzymano 14 Sanów H100B, a w 1969 kolejne 10 szt. W 1970 do zakładu przybyło 10 szt. ramowych Sanów H100B. Autobusy te wyparły prawie całkowicie poprzednie, samonośne, modele. W 1970 r. tabor autobusowy liczył 61 pojazdów (Sany H01, H27B, H100B. W tym roku oddano również do użytku nową zajezdnie przy ul. Wolności 145. W 1971 przybyły 3 sztuki Sanów H100B z MPK Legnica (otrzymały numery taborowe #62, #63, #64), a także 9 szt. z sanockiej fabryki.
W 1972 r. nazwę zakładu zmieniono na Miejskie Przedsiębiorstwo Komunikacyjne Jelenia Góra. W 1972 r. do zakładu zakupiono Karosę SM 11 ze Świdnicy, oraz kolejne Sany H100B w liczbie 5 szt. W 1973 r. do zakładu dotarło 13 Sanów H-100B, oraz pierwsze Jelcze 272 MEX (2 szt.) i 021 (2 szt.). Z każdą nową dostawą MPK kasowało najstarsze Sany. W 1974 r. kupiono kolejne Sany H100B (15 szt.) i tyle samo pojazdów skasowano. W 1975 r. pojawiły się pierwsze Autosany H9-35 (10 szt.), które wypierały bardzo awaryjne Sany. Zakupiono także dwa Autosany H9-03. Tabor autobusowy liczył wówczas już 72 sztuki. W 1976 sprowadzono kolejne Autosany H9-35 w liczbie 20 sztuk, w 1977 – 10 sztuk. W 1978 r. zakład otrzymał 9 szt. Autosanów H9-35 oraz 8 sztuk Jelcza 272 MEX. Cały czas kasowano Sany. Tabor autobusowy liczył już 97 sztuk. W 1979 r. Otrzymano kolejne Jelcze 272 MEX w liczbie 12 szt. (2 sztuki ze Słupska) oraz kolejne Autosany H9-35 (7 szt.). W tym roku skasowano także pierwsze Autosany H9-35 oraz Jelcza 021 #328, a także kilka Sanów H100B. W 1979 r. WPK posiadało 103 autobusy. W 1980 sprowadzono jednego Jelcza 272 oraz 16 Autosanów H9-35, skasowano także najstarsze Autosany H9-35 oraz Jelcza 272. W 1981 r. zakupiono pierwsze Jelcze PR110 (12 szt. #509-523). Kolejne dostawy tych autobusów nastąpiły w 1982 r. (8 szt. + 1 szt. PR110IL) i 1983 r. (9 szt.). Ciągle dokonywano zakupów Autosanów H9-35 (17 szt. + 2 szt H9-21 w 1982 r.). W 1982 r. otwarto oddział w Bolesławcu i do obsługi linii oddelegowano 15 Autosanów H9-35, których zadaniem była obsługa trzech linii. Wówczas przekształcono MPK w Wojewódzkie Przedsiębiorstwo Komunikacyjne w Jeleniej Górze.
W 1984 r. w jeleniogórskim zakładzie pojawił się pierwszy Ikarus 280.26 #2481 wypożyczony z Warszawy. Autobus sprawdził się w Jeleniej Górze i już pod koniec tego roku zakupiono własne Ikarusy 280.26 (6 szt. z Warszawy). Kolejne dostawy tych autobusów nastąpiły w 1985 r. (7 szt.), 1986 r. (6 szt.), 1990 r. (2 szt.). Do 1986 r. zakład wzbogacił się także o kolejne Jelcze PR 110M (20 szt.) oraz Autosany H9-35 (24 sztuki + 1 H9 21) W 1987 r. wypożyczono z Warszawy 4 Ikarusy 280.26. Zwrócono je w 1993 r. W 1987 r. zakupiono pierwsze Jelcze M11 (10 szt.), kolejne w 1988 r. 16 szt., w 1989 r. 5 szt. Ostatnie Jelcze M11 zakupiono w 1990 r. (4 szt.). W 1987 otrzymano Jelcza PR 110M (trafił do Bolesławca jako #646). W 1988 r. utworzono komunikację miejską w Szklarskiej Porębie (linia autobusowa na trasie Dworzec PKP – centrum – wyciąg na Szrenicę) oraz zakupiono Autosany H9-35 w liczbie 8 sztuk (#662-669). W 1990 r. kupiono ostatnie dwa Autosany H9-35 (2 szt. #695 i #696). Autobusy od razu skierowano do obsługi linii na terenie Bolesławca. Do tego miasta trafił także pojazd nr #593 jako pojazd gospodarczy, oraz Jelcz M11 nr #675, który powrócił do Jeleniej Góry pod koniec roku.
W 1991 r. z jeleniogórskiego zakładu wyodrębniono oddział Bolesławiec i utworzono dwa osobne zakłady: MZK Bolesławiec oraz MZK Jelenia Góra. Do Bolesławca trafiły 32 autobusy, a w Jeleniej Górze pozostało 79 pojazdów. W lipcu tego roku MZK kupiło używanego Ikarusa 260.04 (#699). Zlikwidowano także KM w Szklarskiej Porębie.
W 1992 zakupiono 3 szt. Jelczy 120MM (#700-702), oraz kolejnego używanego Ikarusa 260.04 (#703). W 1993 r. pojawiły się pierwsze Autosany H6-06 (3 szt.), kolejne 3 Ikarusy 260.04, Jelcz L11 oraz Jelcz 120M (1 szt.). W 1994 r. gmina Podgórzyn zakupiła kolejne dwa Autosany H6-06. Zakupiono także kolejnego Jelcza L11 (#712) oraz Ikarusa 260.04 (#713). W 1995 r. dostarczono 4 sztuki Jelczy 120M, jednego Autosana A10-10M oraz Jelcza M070M. W 1996 r. sprowadzono kolejne dwa Autosany H6-06 oraz Jelcza PR110M z ZS Jelcz S.A.
W 1997 zostało dostarczonych 20 autobusów: 5 szt. Volvo B10BLE (#725-729) i 15 szt. Jelczy 120MM/1 (#730-744). Była to największa dostawa po roku 1990.
W 2000 r. do MZK trafiło 6 szt. Volvo B10BLE 6x2 (#745-750), w zamian za wysłużone Ikarusy 280 oraz Volvo 7000 (#751). Kolejne dostawy to rok 2003 (3 szt.) Volvo B10BLE 6x2 (#752-754) z klimatyzowana kabiną kierowcy. Nowe pojazdy zastąpiły ostatnie modele Ikarusa 260.04. W 2006 roku dostarczono 2 szt. Jelcz M121I/3 Mastero (#755-756) i 6 szt. Jelcz M101I/3 Salus (#757-762). W zamian za nowe pojazdy sprzedano ostatnie autobusy Jelcz L11 oraz Autosan H9-35. W 2007 roku pojawiły się pierwsze autobusy marki MAN NL 202 (#763-766), zakupiono również autobusy Mercedes-Benz 410D (#767-768). W tym roku skasowano ostatniego Autosana A10-10M. W 2008 roku dostarczono 6 autobusów: 2 szt. MAN NM 152 (#769, 773), oraz po jednym: MAN SG242 (#770), MAN NM223 (#771), Kapena Urby (#772) i Mercedes O815MNF (#774). W 2009 roku zakupiono 16 szt. autobusów: 3 szt. MAN NG312 (#775, #783, #784), 7 szt. MAN NM223 (#776, #777, #780, #781, #786, #787, #789), 4 szt. Mercedes O815MNF (#778, #779, #782, #790), 2 szt. MAN NL263 (#785, #788). Była to największa dostawa autobusów od ponad 10 lat. W tym roku sprzedano również ostatnie autobusy marek Autosan H6-06 oraz Ikarus 280.26. 1 października 2009 roku Miejski Zakład Komunikacyjny Jelenia Góra został przekształcony w spółkę z ograniczoną odpowiedzialnością
W roku 2010 zakupiono trzy Many NL263 (#791-793). W październiku 2011 roku sprzedano ostatni autobus Jelcz 120MM/1, zakupiono pięć autobusów marki Solaris Urbino 10 (#794-798), a także jeden autobus przegubowy MAN NG312 (#799). Na początku roku 2012 MZK zakupiło kolejne autobusy przegubowe, tym razem były to 2 szt. MAN NG313 Lion’s City G (#800, #801). W tym roku skasowano kilka sztuk autobusów marki Jelcz M11, a także zakupiono 4 szt. MAN NL263 (#802-805). Na początku 2013 roku MZK Jelenia Góra sprzedał ostatni autobus marki Jelcz PR110 zakupione zostały kolejne 4 szt. autobusów marki MAN NL263 Lion’s City (#806-809). Rok 2014 przyniósł wiele zmian w MZK ponieważ zostało zakupionych 12 szt. MAN NL293 Lion’s City (#810-821) nowe autobusy zastąpiły ostatnie wysłużone Jelcze M11, 120M oraz ostatni autobus marki Mercedes-Benz 410D. W 2015 roku sprzedano Cacciamali Urby. Nie dokonano zakupu żadnego pojazdu. W 2016 roku zakupiono tylko dwa pojazdy były to: MAN EL293 Lion`s City LE Ü (#822) oraz pierwszy w Jeleniej Górze pojazd hybrydowy MAN NL253 Lion`s City Hybrid (#823; czerwiec 2016; w tym czasie zapowiadano dostawę 20 pojazdów tego typu). Nowe pojazdy zastąpiły ostatni autobus marki: MAN NM222 w tym roku zaczęła się również sprzedaż gorszych w stanie technicznym MANów NM223. W roku 2016 zakupiono 2 używane autobusy: MAN EL293 Lion`s City LE (#824) oraz Mercedesa O530 II (#825). Latem 2018 roku flota MZK powiększyła się o aż 20 fabrycznie nowych autobusów. Pierwsze 3 to autobusy hybrydowe marki Volvo model 7900 Hybrid 12,1m (#826-#828), kolejne 15 z nich to MAN-y NL293 Lion’s City (#829-#843), zaś pozostałe 2 to MAN-y NG363 Lion’s City (#844-#845). Z floty MZK nie wycofano autobusów Volvo B10BLE, lecz 5 Jelczy M101I/3 Salus. Oprócz nich wycofano też najstarsze MAN-y we flocie. Wraz z przyjściem nowych pojazdów MZK zmieniło barwy oraz logo, a prezesem spółki została Agata Buśko.
We wrześniu 2019 roku MZK zakupiło 2 szt pojazdów klasy MAXI i MEGA. Łącznie zakupiono autobus MAN NL323-15 L LE #846 oraz MAN NL283 Lion's City #847. 
W październiku 2019 pozbyto się pierwszego Volvo B10BLE 6x2 o numerze #747 oraz Volvo B10BLE #725, które zastąpiono wozami #846 i #847. 
W sierpniu 2020 MZK Jelenia Góra zakupiła 3 sztuki pojazdów marki Scania. A dokładniej Scania CN280UB 4x2 EB (#848-850). Na tym się nie skończyło. W listopadzie tego samego roku zakupiono kolejne 3 sztuki (#851-853) , w Marcu 2021 kolejne 3 sztuki (#854-856) , w Listopadzie 2021 kolejne 3 sztuki (#857-859), oraz najprawdopodobniej ostatnie 4 sztuki w grudniu 2022 (#860-863). 
We wrześniu 2022 mprzewidywano przybycie po raz pierwszy autobusów elektrycznych marki Yutong. 
MZK ma zasilić tabor 10 sztukami tych pojazdów (#864-873) MZk kolejnymi 10 sztukami w lutym 2024 (#874-883). 
Na przestrzeni lat MZK wycofano następujące pojazdy:

Volvo B10BLE #725 - styczeń 2020
Volvo B10BLE #726 - styczeń 2021
Volvo B10BLE #728 - czerwiec 2022
Volvo B10BLE #729 - marzec 2022
Volvo B10BLE 6x2 #747 - październik 2019
Volvo B10BLE 6x2 #749 - maj 2020
Volvo B10BLE 6x2 #753 - wrzesień 2020
Volvo B10BLE 6x2 #754 - wrzesień 2020
Jelcz M121I/3 #755 - grudzień 2020
Jelcz M121I/3 #756 - listopad 2022
Kustenits Stario #779 - styczeń 2020
Kustenits Stario #790 - październik 2022
MAN NL263 #791 - styczeń 2023
Solaris Urbino 10 III #795 - październik 2022
21 Października 2023 odbyła się Impreza pt."Volvo po Kotlinie Jeleniogórskiej" w której można było wziąć udział w ostatnim przejeździe Volvem o numerze #750. Na stanie MZK do 23.10 znajdowały się 2 Volvo: 745 oraz 750. Po czym 24.10.2023 z powodu zbliżających się "Wszystkich Świętych" MZK przywróciło po roku przerwy Volvo o numerze #748